# رولاند فيدمر
رولاند فيدمر هو لاعب كرة قدم سويسري في مركز الدفاع، ولد في 26 سبتمبر 1965 في لوسرن في سويسرا. لعب مع FC Wettingen ‏.